# Liaoningosaurus paradoxus
Liaoningosaurus paradoxus es la única especie conocida del género extinto  Liaoningosaurus  (“lagarto de Liaoning”) de dinosaurio tireóforo anquilosáurido, que vivió a principios del período Cretácico Inferior, hace aproximadamente 122 millones de años, durante el aptiense en lo que es hoy Asia.

## Descripción

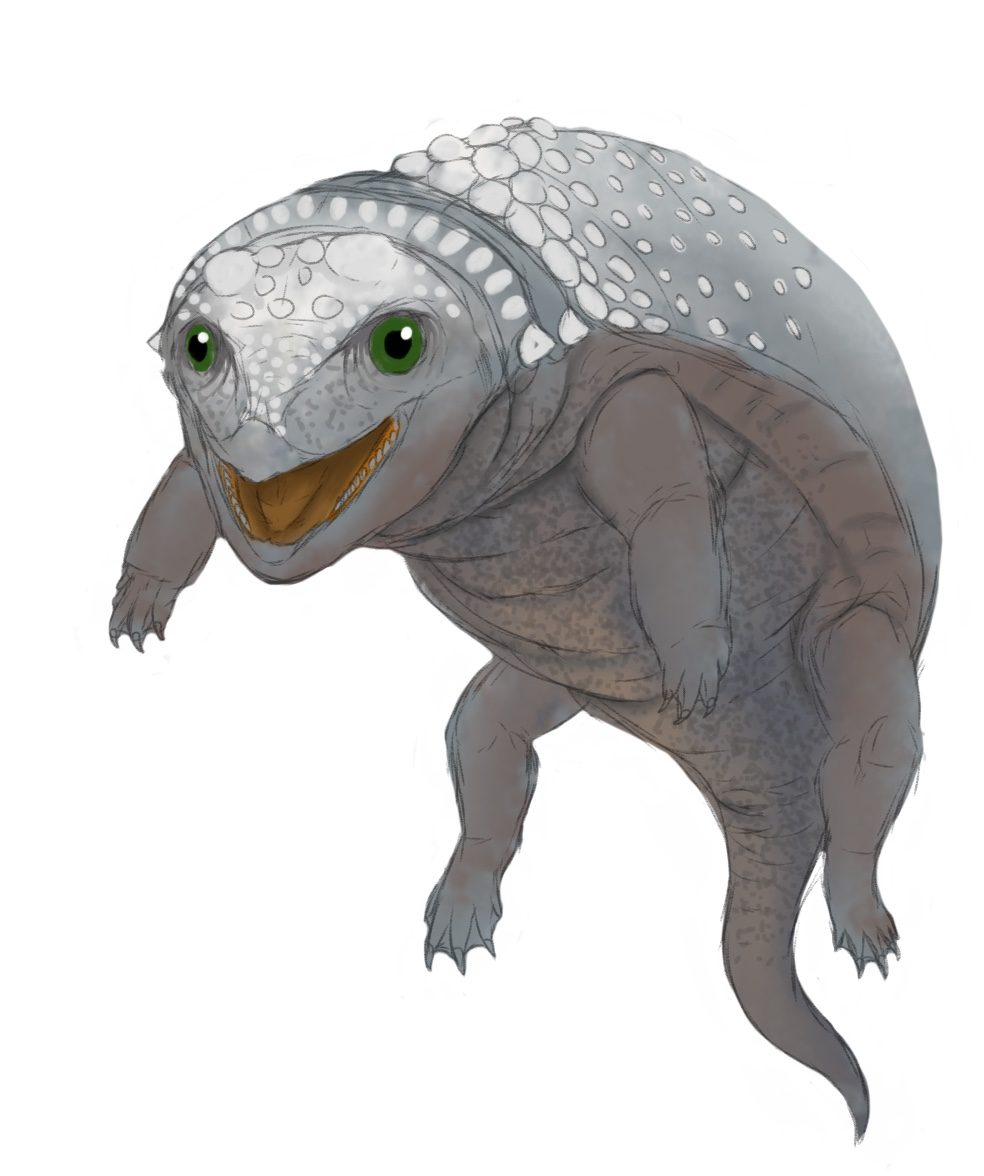
Recreación en vida de un Liaoningosaurus nadando.

El espécimen holotipo IVPP V12560 es un esqueleto articulado que mide aproximadamente 34 centímetros. Este taxón es único entre todos los anquilosaurianos conocidos debido a la retención de la ventana de la mandíbula externa. La fenestra anteorbital puede haber estado también presente. Los dientes del premaxilar se asemejan a los de nodosáuridos y son muy grandes para la talla del cráneo, una característica primitiva o posiblemente juvenil. Las puntas de las coronas de los dientes son inusualmente largas y afiladas, dándole a cada diente una apariencia que recuerda a un tenedor. Tenía pies alargados, la zona inferior de las patas alargada y garras largas y afiladas en las manos y pues, a diferencia de las garras romas de otros anquilosáuridos. Todas estas características fueron interpretadas inicialmente como rasgos juveniles, dado el pequeño tamaño del espécimen y la carencia de fusión entre la columna vertebral y los huesos de la cadera. Sin embargo, la información proveniente de un segundo espécimen ha llevado a concluir a algunos científicos que la carencia de fusión en la cadera y las patas y pies alargados son de hecho adaptaciones para un estilo de vida acuático. Los grandes dientes como tenedores y las garras afiladas pueden haber sido adaptaciones para capturar peces y otros animales pequeños. Los contenidos estomacales recuperados en el segundo espécimen de L. paradoxus mostrarían que los peces formaban parte de la dieta del animal. Esto indicaría que Liaoningosaurus era carnívoro o al menos omnívoro, convirtiéndolo en el primer ornitisquio conocido por la ciencia que se adaptó a ese estilo de vida.
Otro supuesto rasgo único identificado originalmente en el espécimen tipo fue la presencia de una armadura en el vientre. Un segmento grande de lo que parece ser el hueso de un osteodermo aplanado cubría la zona inferior del abdomen. Este tenía una estructura en su superficie cubierta con pequeñas protuberancias hexagonales y romboidales. Tales placas nunca habían sido encontradas en otros anquilosaurios, y se ha sugerido que, si L. paradoxus era realmente acuático, las placas ventrales pueden haberlo protegido de los ataques de depredadores desde abajo, como en las tortugas modernas. Pequeños osteodermos triangulares fueron hallados en los hombros, incluyendo una pequeña espina. No obstante, el examen detallado de las protuberancias parece sugerior que estas no estaban esculpidas en una única pieza ósea, sino que se parecían a las escamas normales de los dinosaurios. Los bordes rotos de las supuestas placas, al ser estudiados en 2013 por la paleontóloga Victoria Arbour y colaboradores, no revelaron ninguna estructura interna como se podría esperar de una pieza de hueso. Arbour y colaboradores concluyeron que las "placas ventrales" eran probablemente piezas de piel preservada.

## Descubrimiento e investigación
Representada por dos especímenes fósiles de la Formación Yixian de la provincia de Liaoning en China. L. paradoxus era inusual entre los dinosaurios ornitisquios debido a que puede haber cazado o consumido carroña, ya que los contenidos estomacales preservados muestran que comía peces. Adicionalmente, algunos rasgos de su esqueleto pueden sugerir que era parcialmente acuático.
La especie tipo L. paradoxus fue nombrada por Xu Xing, Wang Xiaolin y You Hailu en 2001. El nombre del género se refiere a Liaoning, mientras que el nombre de la especie se debe  a la confusa mezcla de rasgos de nodosáuridos y anquilosáuridos mostrados por el espécimen.

## Clasificación
Determinar las relaciones de Liaoningosaurus es dificultoso debido a que el espécimen holotipo es un individuo juvenil y que presenta rasgos típicos tanto de los anquilosáuridos como de los nodosáuridos. Xu et al. publicaron un análisis cladístico en 2001, situando a Liaoningosaurus en una rama primitiva dentro de los Nodosauridae, mientras que Vickaryous et al. lo asignaron provisionalmente como un Ankylosauria incertae sedis en 2004. Un segundo análisis cladístico realizado por Thompson et al. en 2011 sugirió que Liaoningosaurus es un anquilosáurido muy basal.